# Elsa Garcia Galvez
Elsa Garcia Galvez ó Alexandra Golovina (nombre de registro Elsa Adela Garcia Álvarez) (Buenos Aires, 18 de junio de 1924-Río de Janeiro, 23 de noviembre de 2022)  fue una bailarina clásica y profesora de ballet argentina. Comenzó sus estudios de danza con la profesora italiana Ivana Mathey. A los once años de edad ingresó al Conservatorio Nacional de Música y Arte Escénico, bajo la dirección de Dora Del Grande, con María Ruanova y Alfonsina Storni como maestras.

## Biografía
Antes mismo de completar su curso, decidió solicitar una audiencia en la compañía del Original Ballet Russe, que estaba en temporada por Buenos Aires y fue contratada.

Así comenzó su carrera profesional en 1942, utilizando el seudónimo de Alexandra Golovina, donde actuará en una extensa gira por las tres Américas, primero como cuerpo de baile, luego como solista, hasta llegar a interpretar primeros papeles. Tuvo su consagración en el papel de la madre en el ballet "Cain y Abel", en el Metropolitan Opera House en los Estados Unidos, junto con Oleg Tupin y Kenneth MacKenzie, con coreografía de David Lichine.

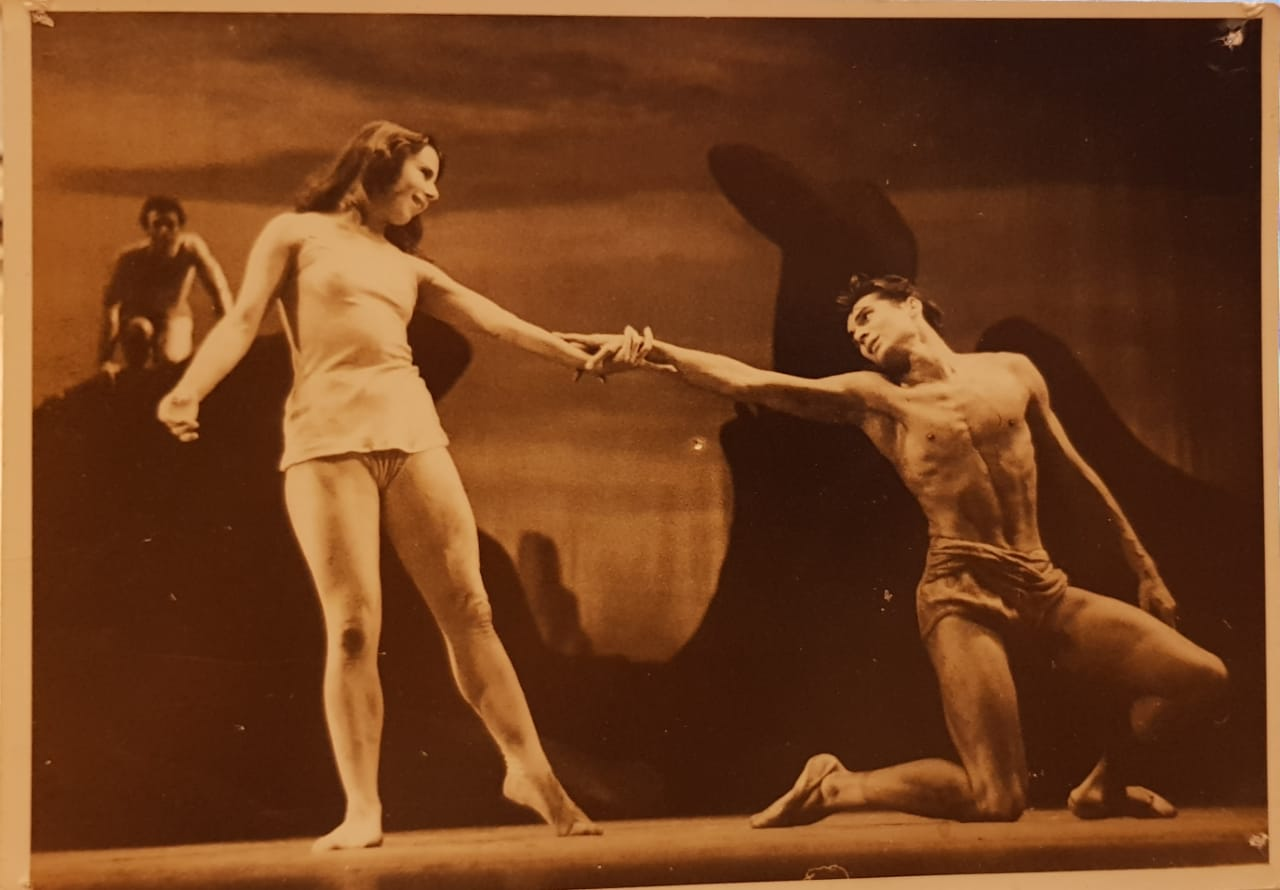
Ballet Cain e Abel

En el Original Ballet Russe interpretó todos los ballets blancos clásicos y otras piezas valiosas como: Carnaval, Presagios, Cimarosiana, Après Midi d’un Faune, Francesca de Rimini, Sheherazade, Choreartium, entre muchos otros y dirigida por importantes coreógrafos como: Anton Dolin, Bronislava Nijinska, William Dollar, Nina Verchinina, Vania Psota, Léonide Massine, Michel Fokine, etc.

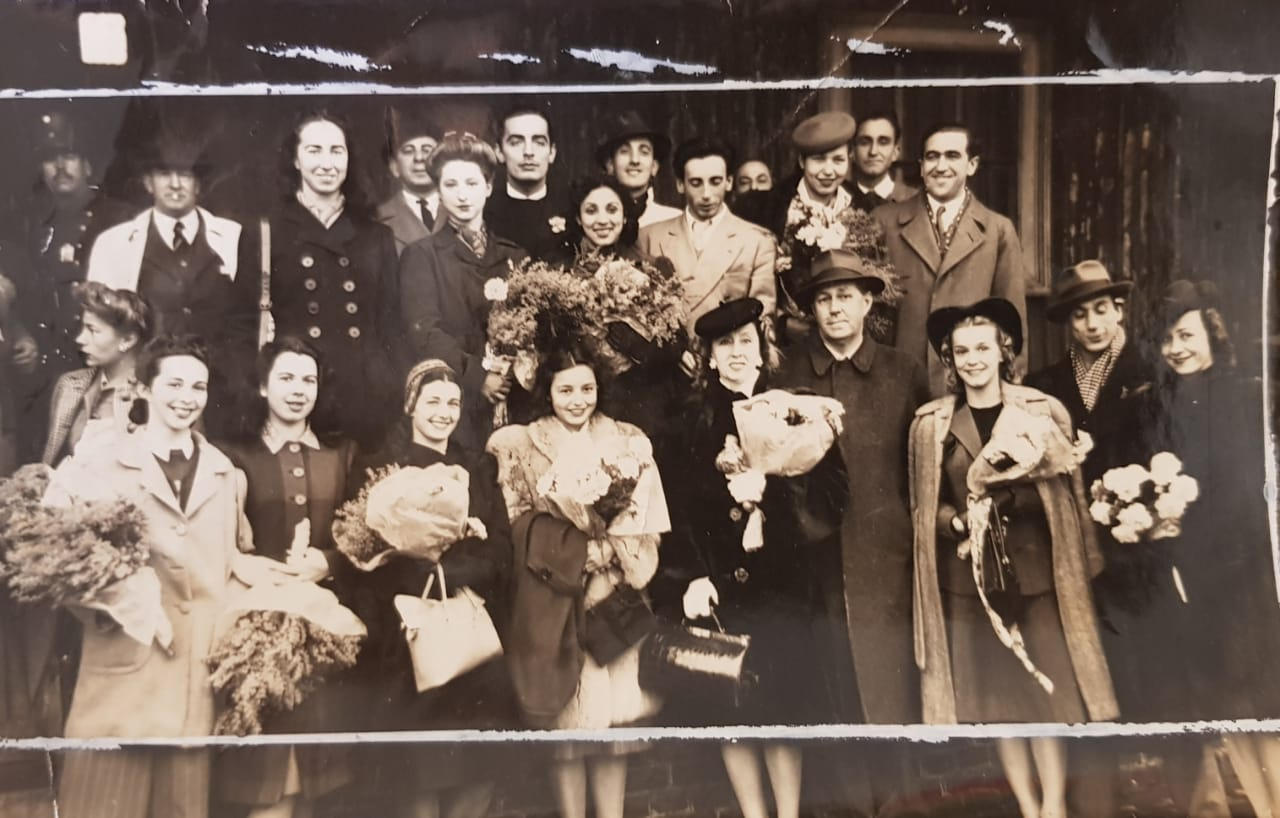
Ballet Russe 1944

Después de disolverse la compañía en los Estados Unidos en 1947, regresó a Argentina donde fue invitada por Esmée Bulnes para unirse al ballet del Teatro Argentino de La Plata, como primera bailarina en 1948, permaneciendo durante 12 años e interpretando los ballets: Danzas Polovtsianas , Sombrero de Tres Picos, Petruschka, El Amor Brujo, Falarka, Bolero, Salomé, Pájaro de Fuego, Prince Igor, entre otros, y nuevamente dirigida por su mentora y amiga Nina Verchinina, así como también por Tamara Grigorieva y Michael Borovsky. 

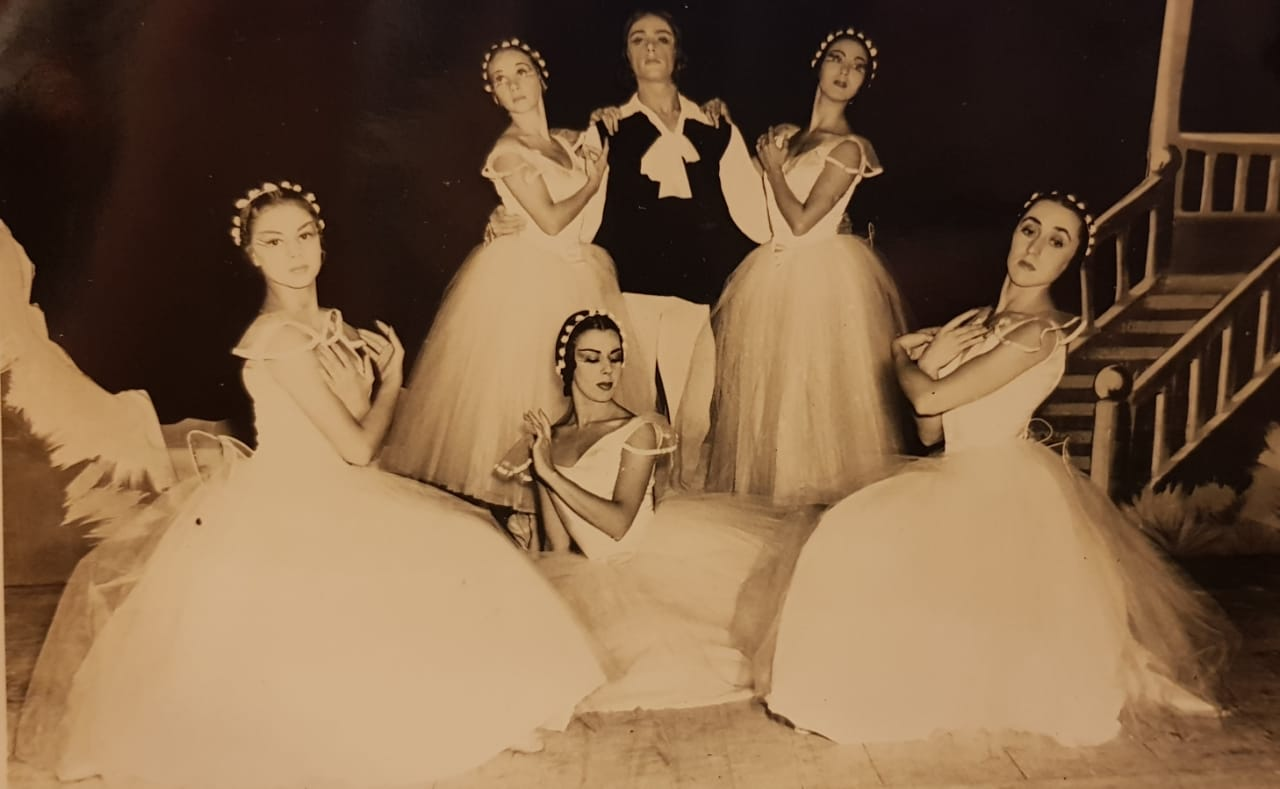
Elsa Galvez en el Teatro Argentino de La Plata

Alejada del Teatro Argentino de La Plata por razones políticas, en 1960, fue invitada por Dalal Achcar a participar en el recién creado Ballet de Río de Janeiro, a través de Nina Verchinina, quien coreografió específicamente para Elsa Galvez el papel principal del ballet Zuimaaluti, con argumento de Manuel Bandeira, sobre un poema de Mário de Andrade, música de Claudio Santoro, escenografía y vestuario de Roberto Burle Marx.

El Ballet de Río de Janeiro recorrió las principales capitales de Europa en los años de 1960 y 1961, contando en su elenco con figuras de la danza como Margot Fonteyn, Marjorie y Maria Tallchief, Alicia Markova y Arthur Ferreira, teniendo como punto máximo la función de gala en el Theatre Royal Drury Lane en Londres en presencia de la Reina madre y la Princesa Margarita de Inglaterra.

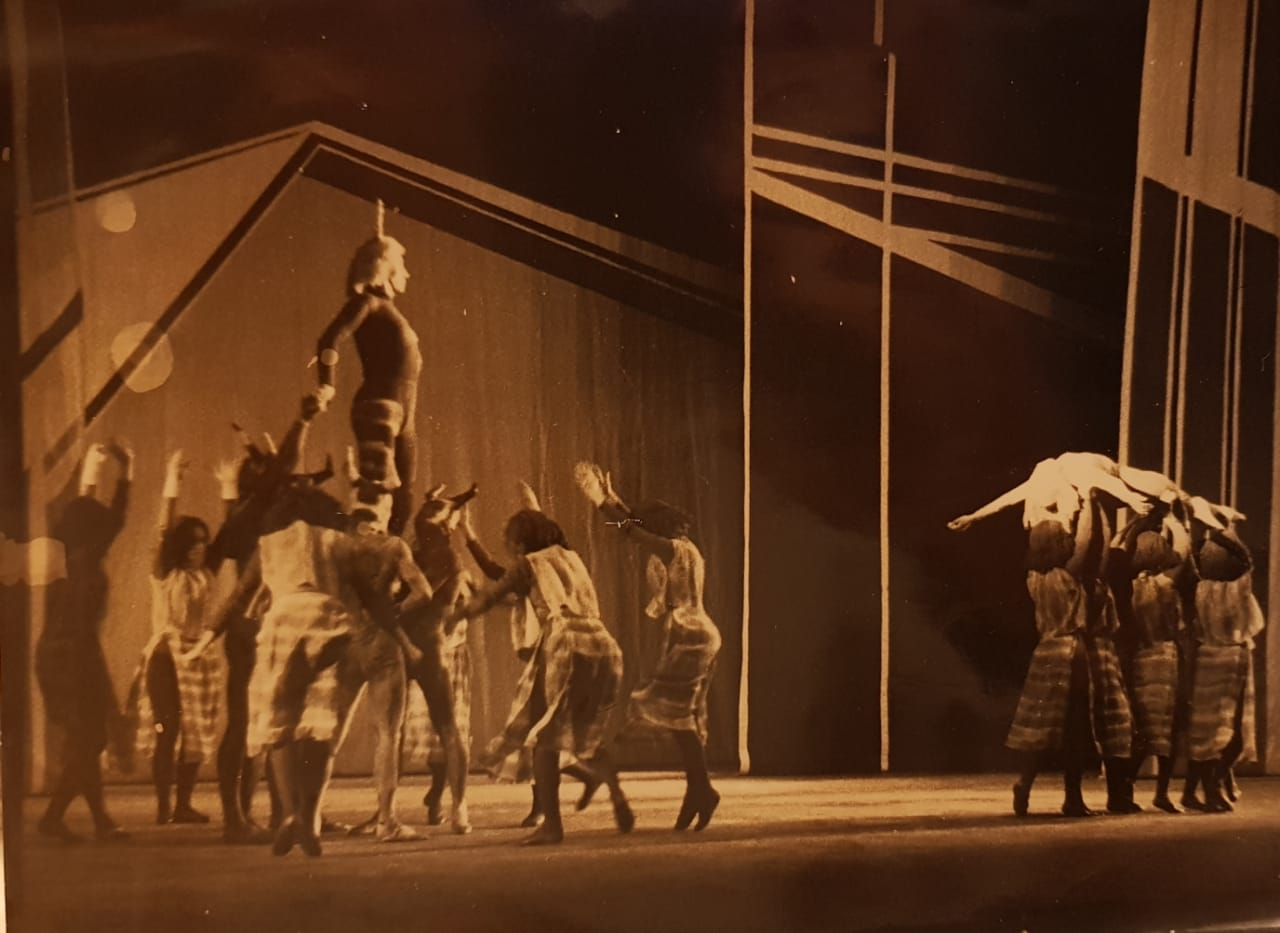
Zuimaaluti-Ballet do Rio de Janeiro

De regreso a Buenos Aires, cerró su carrera como bailarina para dedicarse a la enseñanza del ballet, coreografiar a profesionales y estudiantes, en su propio estudio de danza y tomar parte como jurado en varios concursos de danza en Argentina y Brasil.
Desde 2013, de regreso a Río de Janeiro y hasta la fecha 2022 vivió en compañía de su familia.

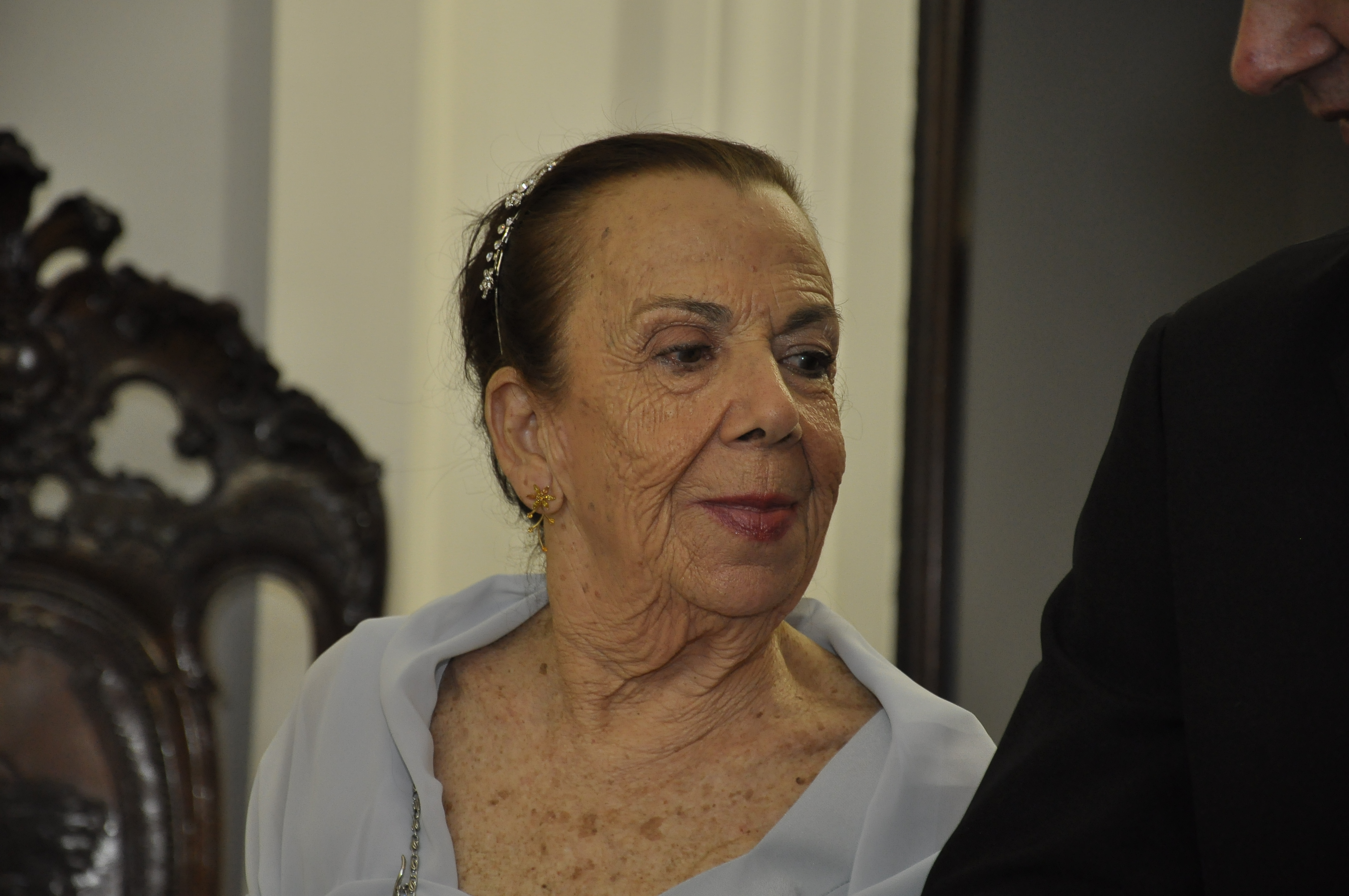
Elsa Adela Garcia

## Ballets interpretados
- El Amor Brujo
- Après Midi d’un Faune
- La Bella Durmiente
- Bodas de Aurora
- Bolero
- Cain y Abel
- Carnaval
- Choreartium
- Cimarosiana
- Danza de Salomé
- Danzas Polovtsianas
- Danubio Azul
- Falarka
- Francesca de Rimini
- Gallo de Oro
- Lago de Los Cisnes
- La Sílfides
- Paganini
- Pájaro de Fuego
- Petruschka
- Presagios
- Príncipe Igor
- Sheherazade
- Sombrero de Tres Picos
- Zuimaaluti